# جون هارمان
جون هارمان (بالإنجليزية: John Harman)‏ هو نقابي وسياسي أسترالي، ولد في 22 مارس 1932 في أستراليا، وتوفي في 27 فبراير 1998 في سيدني في أستراليا. حزبياً، نشط في حزب العمال الأسترالي ‏. وقد انتخب عضو الجمعية التشريعية لأستراليا الغربية.